# Пресняков, Владимир Петрович
Влади́мир Петро́вич Пресняко́в (род. 26 марта 1946, Ходоров, СССР) — советский и российский композитор, аранжировщик, саксофонист. Заслуженный артист России (1996). Заслуженный деятель искусств России (2007). Муж солистки ВИА «Самоцветы» Елены Петровны Пресняковой, отец певца Владимира Преснякова-младшего, дед актёра и певца Никиты Преснякова.

## Биография

### Происхождение
Потомственный музыкант, продолжатель семейных традиций многих поколений. Родился в семье Петра Михайловича и Марии Семёновны Пресняковых. Мать была музыкантом-любителем, владела многими инструментами.

### Образование
В 1957 году поступил в Свердловскую военную школу музыкантских воспитанников по классу кларнета.
В 1963 году перешёл учиться в Свердловское музыкальное училище имени П. И. Чайковского, которое окончил в 1967 году. Во время учёбы увлекся игрой на саксофоне, который впоследствии стал его любимым музыкальным инструментом. Вначале приходилось заниматься тайком, поскольку в те годы в училище не приветствовалась игра на этом инструменте.

### Карьера

#### 1960-е
Вскоре после окончания училища стал лауреатом Московского международного фестиваля джазовой музыки в составе квартета выдающегося советского джазового пианиста Бориса Рычкова, который стал кумиром и учителем молодого музыканта на долгие годы.
В 1965 году выступал в одном из старейших молдавских ансамблей — ВИА «Норок».
В 1967 году его призвали в армию. Вначале служил в спортивной роте, так как был футболистом-перворазрядником, затем был переведён в Окружной дом офицеров города Свердловска как музыкант и до конца службы руководил там оркестром.
В 1965 году, будучи руководителем эстрадного ансамбля Свердловской филармонии, познакомился с молодой певицей Еленой Кобзевой. Песле первой же репетиции пригласил её в свой ансамбль солисткой. В 1967 году Кобзева забеременела от Преснякова, в результате чего они поженились в ноябре 1967 года. В марте 1968 года у них родился сын Владимир.
За время службы в армии стал лауреатом ещё нескольких джазовых фестивалей — служба в Доме офицеров позволяла достаточно времени уделять игре на любимом инструменте — саксофоне. После возвращения из армии работал в ансамбле известной певицы Гюлли Николаевны Чохели. Потом был руководителем и саксофонистом в нескольких других коллективах.

#### 1970-е
«О чём поют гитары» продолжал выступления по стране под руководством до 1975 года, когда он подвергся репрессиям Министерства культуры и был расформирован. Появление разгромной статьи в газете «Правда», автором которой была Валентина Терская, привело к запрещению деятельности этого ансамбля. Набор обвинений был стандартным для того времени: «низкопоклонничество перед Западом», «лохматые причёски», «вызывающее поведение на сцене», «мерзкий репертуар», «отвратительные костюмы» и т. д.
Спасение пришло осенью 1975 года со звонком в Свердловск Юрия Маликова, который пригласил Пресняковых во вновь создаваемый ансамбль «Самоцветы». Тогда в самом популярном ансамбле страны произошёл раскол — музыканты ушли создавать ВИА «Пламя», а Маликов стал рекрутировать новых. Естественно, он решил пригласить и такого отличного саксофониста и аранжировщика, как Владимир Пресняков. Владимир едет из Свердловска на прослушивание вначале один, потом звонит домой жене Елене: «Нас берут, приезжай, надо рискнуть!». Вместе с родителями в Москву перебирается и сын Владимир. Надо сказать, что это был очень смелый по тем временам шаг, учитывая сложившуюся обстановку.
За время работы в «Самоцветах» было написано много песен, которые стали очень популярными: «Лето, лето, лето», «Дрессировщик», «Салют», «Али-Баба», «Ты скажи», «Бумажный кораблик», «Рассвет — закат» и др.

#### 1980-е
Когда в 1987 году сын Владимир делает серьёзные попытки начала сольной карьеры, Пресняков-старший уходит из «Самоцветов» и начинает работать у сына саксофонистом. Причём в концертной программе сына у Владимира Петровича есть свой сольный номер, где он исполняет джазовые композиции на саксофоне.

#### 1990-е
В 1994 году на фирме «NR Records» вышел компакт-диск с инструментальными версиями альбома группы «The Beatles» «Клуб одиноких сердец сержанта Пеппера» (соло на саксофоне В. Преснякова-старшего). Автор инструментальной, в том числе джазовой, музыки; песен — написал два альбома песен для Александра Кальянова (на тексты Александра Вулых, Александра Драта и другие). 12 новых песен сочинил для возрождённого ансамбля «Самоцветы», в составе которого работают Елена Преснякова, Георгий Власенко, Александр Нефёдов и Олег Слепцов. Из композиторских работ Преснякова-старшего известен альбом «Гороскоп» — цикл из 12 песен, в котором популярные артисты представляют знаки зодиака (фирма «Мелодия»). Рок-мюзикл «Улица» был поставлен на сцене Дворца спорта «Лужники» (солисты Сергей Минаев, В. Пресняков-младший, Владимир Маркин).
К началу 1997 года Владимир Пресняков-старший заканчивает и альбом песен, которые сам и поёт (релиз так и не происходит).
Попутно работает и над вторым альбомом для возродившегося в 1995 году ансамбля «Самоцветы». Диск «Самоцветов» выходит осенью. Композитор и аранжировщик песен — Пресняков-старший. 
В 1998 году выходит диск, где Пресняков-старший исполняет на саксофоне популярные композиции XX века. В дальнейшем Владимир Петрович продолжает сочинять для «Самоцветов», работать с сыном и коллекционировать джазовые альбомы.
Он принимал участие в записи нескольких сотен песен разных исполнителей как автор песен и саксофонист, таких как «Расскажи» Григория Лепса в 2000 году. В 2010 году был выпущен альбом с музыкальными композициями Владимира Преснякова «Золотая коллекция романса» в который вошла песня на стихи московской поэтессы Ольгой Журавлёвой «Твоим глазам», о чём был составлен договор от 2 сентября 2009 года между агентом Смирновым И. Г. — именуемым как «Лицензиат» и автором — Журавлёвой О. В. Песня впервые была исполнена Мариной Смирновой.
Владимиром Петровичем Пресняковым написаны сотни песен, исполненных многими звёздами отечественной эстрады. Его песни поют или пели Алла Пугачёва, Лев Лещенко, Алексей Глызин, Сергей Минаев, Людмила Сенчина, Лариса Долина, Михаил Боярский, Александр Кальянов, Александр Градский, Владимир Кузьмин, Игорь Николаев, Владимир Пресняков-младший, Андрей Сапунов, Александр Барыкин, Евгений Куликов, Кристина Орбакайте, Филипп Киркоров, Николай Басков, Нани Брегвадзе, Тамара Гвердцители, ансамбль «Самоцветы».

## Личная жизнь
- Супруга — Елена Петровна Преснякова (дев. Кобзева) — солистка ансамбля «Самоцветы» (род. 19 ноября 1946).
  - Сын — Владимир Владимирович Пресняков — эстрадный певец (род. 29 марта 1968).
    - Внук — Никита Владимирович Пресняков — рок-певец, лидер и вокалист alternative metal группы «MULTIVERSE» (род. 21 мая 1991).
    - Внук — Артемий Владимирович Пресняков (род. 5 июня 2015 года).
    - Внук — Иван Владимирович Пресняков (род. 22 октября 2020 года).

У Преснякова-старшего на теле пять татуировок. Одна — в форме барана, другая изображает китайскую змею. Третья — абстрактный саксофон. Ещё есть знак Марса и символ инь-ян.
25 апреля 2018 года Пресняков был госпитализирован в одной из московских больниц после инфаркта.

## Хобби
- Любит футбол, является бессменным участником футбольного клуба звёзд России «Артист».
- В клубе любителей пива у него членский билет № 1.
- Как президент возглавляет Клуб любителей Volkswagen.

## Награды
- Орден Почёта (20 декабря 2024 года) — за вклад в развитие отечественной культуры и искусства, многолетнюю плодотворную деятельность[6].
- Заслуженный артист Российской Федерации (9 апреля 1996 года) — за заслуги в области искусства[2].
- Заслуженный деятель искусств Российской Федерации (27 мая 2007 года) — за заслуги в области искусства[3].
- Почётная грамота Президента Российской Федерации (11 марта 2020 года) — за заслуги в развитии отечественной культуры и искусства, многолетнюю плодотворную деятельность[7].

## Дискография
- 1988 — «Гороскоп» («Мелодия»);
- 1989 — «Провинция» («Мелодия»);
- 1993 — «Sgt.P» (N.P.Studio);
- 1994 — «Sgt. P…» (NP-Records, CD);
- 1994 — «Депрессия» (NP-Records_CD);
- 1996 — «Sax World Hits» («Видеосервис»);
- 1997 — «Женщина» («Полиграм»);
- 1998 — «Мой сын» (N.P.Studio);
- 1998 — «Мы стали другими» (Gala Rekords);
- 2010 — «Золотая коллекция романса»;
- 2012 — «Nostalgie»;
- 2021 — «Новеллы для фортепиано».